# Кали (Колумбия)
Вижте пояснителната страница за други значения на Кали.
Ка̀ли (на испански: Cali, пълно име Santiago de Cali, Сантя̀го де Ка̀ли) е град в Колумбия. Разположен е в западната част на страната в долината на река Каука на надморска височина 995 – 1000 m в Андите и тяхното подножие. Главен административен център на департамент Вале дел Каука. Основан е на 25 юли 1535 г. Важен транспортен и жп възел, международна аерогара. Има нефтопровод до пристанището на град Буенавентура. Захарна, металообработваща и текстилна промишленост. Кали е третият по големина град в Колумбия след столицата Богота и Меделин. Население 2 068 386 жители от преброяването през 2005 г.

## История
До началото на 20 век Кали е само малко градче, в сравнение с останалите колумбийски градове. За първи път на 26 октомври 1910 г. електричеството стига до града. Населението на града е 28 000 жители и основният поминък е селското стопанство.
С откриването на Панамския канал през 1914 г. и стигането на железницата до града се дава силен тласък на развитието на Кали. През 30-те години се изграждат шосета до столицата Богота и крайбрежния град Буенавентура, което спомага за увеличаване на износа на кафе и захарната промишленост – основните пера на местната икономика.
Силен тласък на града дават и Панамериканските игри, които се провеждат тук през 1971 г. По-голямата част от инфраструктурата на Кали датира от този период. Облагородяват се много градски зони, изграждат се и се подобряват голям брой пътни съоръжения.
От 1970 г. до края на века градът изпада в силен упадък заради вихрещата се улична престъпност и мафиотски войни. Картелът на Кали, една от двете големи престъпни групи в страната, контролиращи наркотрафика към САЩ, влиза в открит конфликт със своя конкурент – Меделинския картел.

## Население
Кали не избягва от общите тенденции в развитието на демографията на Колумбия. Отличава се с ясно изразена миграция от околните по-малки населени места към големия град (над 60% от населението на цялата област живее в Кали). Само за 2005 г. над 20 000 души са дошли в града. По-голяма част от новите жители на Кали се установяват в югоизточните ѝ райони.
Кали е и един от градовете с най-висок процент афроколумбийско население – около 24%. Това се усеща във всички аспекти на обществения живот – Кали например е известен със своите музикални салса групи.
Кали е най-опасният голям колумбийски град. За 2006 г. са регистрирани 75 убийства на 100 000 души (за сравнение в Богота те са 18, а в Меделин 28).

## Спорт
Кали е „спортната столица на Колумбия“. Това е единственият колумбийски град, домакин на Панамериканските игри, чието шесто издание се провежда тук през 1971 г. Добрата спортна инфаструктура е позволила на града да бъде домакин и на много други изяви като:
- Световното първенство по плуване – 1973 г
- Световното първенство по баскетбол за жени – 1975 г
- Световното първенство по баскетбол за мъже – 1989 г
- Световното първенство по борба – 1995 г
- Световното първенство по джудо – 1998 г

Най-популярният спорт в града е футболът. Двата големи градски съперници са Америка Кали и Депортиво Кали.

## Личности
Родени в Кали
- Андрес Кайседо (1951 – 1977), колумбийски писател
- Наташа Клаус (р. 1975), колумбийска киноактриса
- Фарид Мондрагон (р. 1971), колумбийски футболист
- Марио Йепес (р. 1976), колумбийски футболист

## Побратимени градове
- Атина, Гърция
- Валпараисо, Чили